# Juan Martini
Pour les articles homonymes, voir Martini.
Juan Martini, né le 13 février 1944 à Rosario en Argentine, décédé le 27 avril 2019 à Buenos Aires,, est un écrivain argentin, auteur de roman policier.

## Biographie
Après avoir publié deux recueils de nouvelles, il écrit en 1973 son premier roman, El agua en los pulmones, puis en 1974, Los asesinos las prefieren rubias, « deux romans noirs très influencés par les mythes américains » selon Claude Mesplède. 
Il s'installe à Barcelone, où il devient le directeur de la collection Novela Negra des éditions Bruguera. En 1977, il publie Encerclé (El cerco), puis en 1981, La Vie entière (La vida entera), un « récit magique et lugubre où il explore l'identité argentine à travers le destin d'une ville égarée dans la plaine ».

## Œuvre

### Romans
- El agua en los pulmones (1973)
- Los asesinos las prefieren rubias (19 puis 74)
- El cerco (1977) Publié en français sous le titre Encerclé, Nantes L'Atalante (1992)  (ISBN 2-905158-65-4)
- La vida entera (1981) Publié en français sous le titre La Vie entière, Paris, Éditions Maurice Nadeau (1995)  (ISBN 2-86231-129-4)
- Composición de lugar (1984) Publié en français sous le titre Composition de lieu, Le Mans, Éditions Cénomane, coll. « & littérature » (2013)  (ISBN 978-2-916329-55-0)
- El fantasma imperfecto (1986) Publié en français sous le titre Le Fantasme imparfait, Le Mans, Éditions Cénomane, coll. « & littérature » (2014)  (ISBN 978-2-916329-62-8)
- La construcción del héroe (1989)
- El enigma de la realidad (1991)
- La máquina de escribir (1996)
- El autor intelectual (2000)
- Puerto Apache (2002) Publié en français sous le titre Puerto Apache, Paris, Éditions Asphalte, coll. « Fictions Asphalte » (2015)  (ISBN 978-2-918767-54-1)
- Colonia (2004)
- Cine I. 17 de Octubre (2009)
- Cine II. Europa, 1947 (2010)
- Cine III. La inmortalidad (2011)

### Nouvelles
- Barrio Chino (1986) Publié en français sous le titre Barrio Chino, dans l'anthologie Menaces, Nantes, L'Atalante, coll. « Bibliothèque de l'évasion » (1993)  (ISBN 2-905158-72-7)
- Rosario Express (2007)

### Recueils de nouvelles
- El ultimo de los onas (1969)
- Pequeños cazadores (1972)
- La brigada celeste (1975)

## Sources
: document utilisé comme source pour la rédaction de cet article.
- Claude Mesplède (dir.), Dictionnaire des littératures policières, vol. 2 : J - Z, Nantes, Joseph K, coll. « Temps noir », 2007, 1086 p. (ISBN 978-2-910-68645-1, OCLC 315873361), p. 320.